# Antoine-François d'Elhoungne
Antoine-François-Marie d’Elhoungne (Leuven, 1782 – Elsene, 16 april 1857), was ontvanger van belastingen, advocaat, lid van het Belgisch Nationaal Congres en volksvertegenwoordiger.

## Levensloop
In 1803 werd d'Elhoungne belastingontvanger in Aarschot en einde 1817 werd hij afgezet omdat hij, met Doncker en Van Meenen, een van de drie stichters was van, en publicist in het kritische blad L’Observateur belge.
Hij ging vervolgens rechten studeren aan de universiteit van Luik en vestigde zich in 1822 als advocaat in Leuven.
In 1830 was d'Elhoungne samen met Pierre Van Meenen actief in het aanmoedigen van de revolutie. De bekendheid die hij hierdoor verwierf maakte dat hij tot plaatsvervangend lid werd verkozen in het Nationaal Congres voor het arrondissement Leuven. Hij zetelde als effectief vanaf 28 februari 1831 en was een actief congreslid. Op 4 juni 1831 was hij een van diegenen die niet voor Leopold van Saksen Coburg stemden. Zijn stem gaf hij aan Surlet de Chokier. Hij stemde ook tegen de aanvaarding van het Verdrag der XVIII artikelen.
Hij werd vervolgens liberaal volksvertegenwoordiger voor het arrondissement Leuven (1831-1833). Hij was ook bij herhaling stafhouder van de balie in Leuven.
D'Elhoungne, zoon van Léonard d'Elhoungne en van Jeanne Hauwyck, was eerst getrouwd met Maria Barbara Marres uit Breda. Ze stierf vroeg en hun zoon, Prosper d'Elhoungne, stierf toen hij dertig was. Hertrouwd met Marie-Anne Lints uit Leuven, kreeg d'Elhoungne drie dochters: vrouw en dochters stierven vroeg. D'Elhoungne bleef eenzaam achter en had weinig middelen van bestaan. Vrienden zorgden ervoor dat hij in 1847 benoemd werd tot bestuurder van de Koninklijke Munt, ambt dat hij tot aan zijn dood vervulde. Volksvertegenwoordiger François d'Elhoungne was zijn neef.
D'Elhoungne was lid van een vrijmetselaarsloge.